# Polypogon monspeliensis
Espèce
Synonymes
- Agrostis alopecuroides Lam.[2]
- Agrostis crinita Moench[2]
- Agrostis panicea (L.) Aiton[2]
- Agrostis tenuissima Vest ex Steud.[2]
- Alopecurus aristatus Gouan[2]
- Alopecurus monspeliensis L.[3] [2] [4]
- Milium paniceum (L.) Host[2]
- Panicum aristatum Cav. ex Willk. & Lange[2]
- Panicum tenuissimum Vest ex Steud.[2]
- Phalaris aristata Gouan ex P.Beauv.[2]
- Phalaris crinita Forssk.[2]
- Phleum crinitum Schreb.[2]
- Phleum monspeliense (L.) Koeler[2]
- Polypogon alopecurus Bubani[2]
- Polypogon crinitus (Schreb.) Nutt.[2]
- Polypogon flavescens J.Presl[2]
- Polypogon intermedius Guss. Ex Nyman[2]
- Polypogon maritimus var. paniceus (L.) DC.[2]
- Polypogon nepalensis Nees ex Trin.[2]
- Polypogon paniceus (L.) Lag.[2]
- Polypogon zeylanicus Nees ex Steud.[2]
- Santia monspeliensis (L.) Parl.[2]
- Santia plumosa Savi[2]
- Vilfa alopecuroides (Lam.) P.Beauv.[2]

Statut de conservation UICN

 LC  : Préoccupation mineure
Polypogon monspeliensis, le Polypogon de Montpellier, est une espèce de plantes herbacées de la famille des Poacées.

## Liste des variétés
Selon Tropicos (3 novembre 2018) (Attention liste brute contenant possiblement des synonymes) :
- Polypogon monspeliensis var. capensis Steud.
- Polypogon monspeliensis var. indicus Bhattacharya & S.K. Jain
- Polypogon monspeliensis var. interrupta Trin.
- Polypogon monspeliensis var. maritimus (Willd.) Coss. & Durieu
- Polypogon monspeliensis var. monolepis Torr.

## Description
La floraison a lieu d'avril à juin.

## Statuts de protection, menaces
L'espèce est évaluée comme non préoccupante aux échelons mondial et français. En France l'espèce est considérée Quasi menacée (NT), proche du seuil des espèces menacées ou qui pourrait être menacée si des mesures de conservation spécifiques n'étaient pas prises, dans la région Rhône-Alpes.